# Unidades aristotélicas

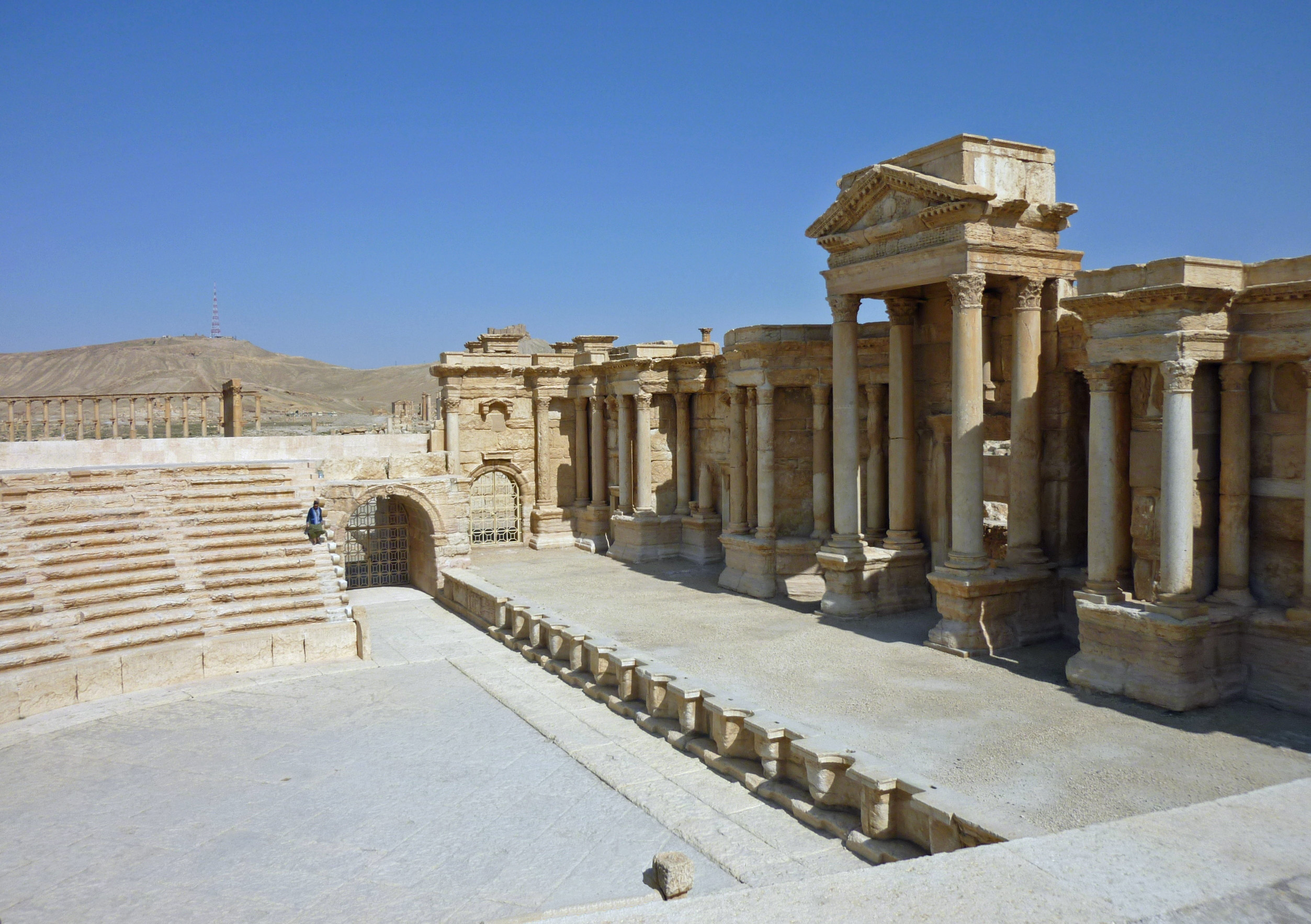
Teatro romano de Palmira. La scaena ("escenario") se construye como la fachada de un edificio palaciego delante del que convencionalmente ha de suponerse que se desarrolla la acción de cualquiera de las obras que se representan.

Unidades clásicas, aristotélicas o tres unidades son reglas literarias, diseñadas especialmente para el teatro, pero que tienen una extensión más amplia como criterio estético y de teoría del arte, al exigir que una obra artística (específicamente la literaria) debe tener un cierto carácter unitario.

## Concepto
Derivan de algunos pasajes de la Poética de Aristóteles, y en la forma en que se establecieron posteriormente, con criterios propios de la literatura neoclásica, eran las siguientes:
- Unidad de acción: la obra debe seguir el curso de una única acción principal, sin desviarse en acciones secundarias, esto es, debe contar una sola historia.
- Unidad de tiempo: la acción no debe transcurrir en un tiempo superior a las 24 horas, y debe ser lineal, sin anacronías (saltos temporales al pasado o futuro).
- Unidad de lugar: la obra debe representarse en un espacio físico único, sin intentar comprimir la geografía representando más de un lugar.

En el siglo XVII por ejemplo, estas reglas ya las había sintetizado el francés Nicolás Boileau en su Art Poétique (1674), canto III, 45-46: Qu'en un lieu, qu'en un jour, un seul fait accompli / tienne jusqu'à la fin le théâtre rempli. Junto a las tres unidades, los franceses fueron uniendo una cuarta unidad entre los siglos XVII y XVIII, la unidad de estilo: no mezclar verso y prosa, usar siempre el mismo tipo de verso y de estrofa, procurar que el lenguaje y la estructura fueran homogéneos y no mezclar de ninguna manera lo trágico y lo cómico.
En el siglo XVIII, Manuel José Quintana las formuló en uno de los tercetos de su poema didáctico Las reglas del drama (1791):
Una acción sola presentada sea
en solo un sitio fijo y señalado,
en solo un giro de la luz febea.

## Las unidades en Aristóteles
Aristóteles, que escribió su tratado literario entre el 335 y el 323 a. C., trata el asunto de la unidad de acción con algún detalle, bajo el tema general de la definición de la tragedia:

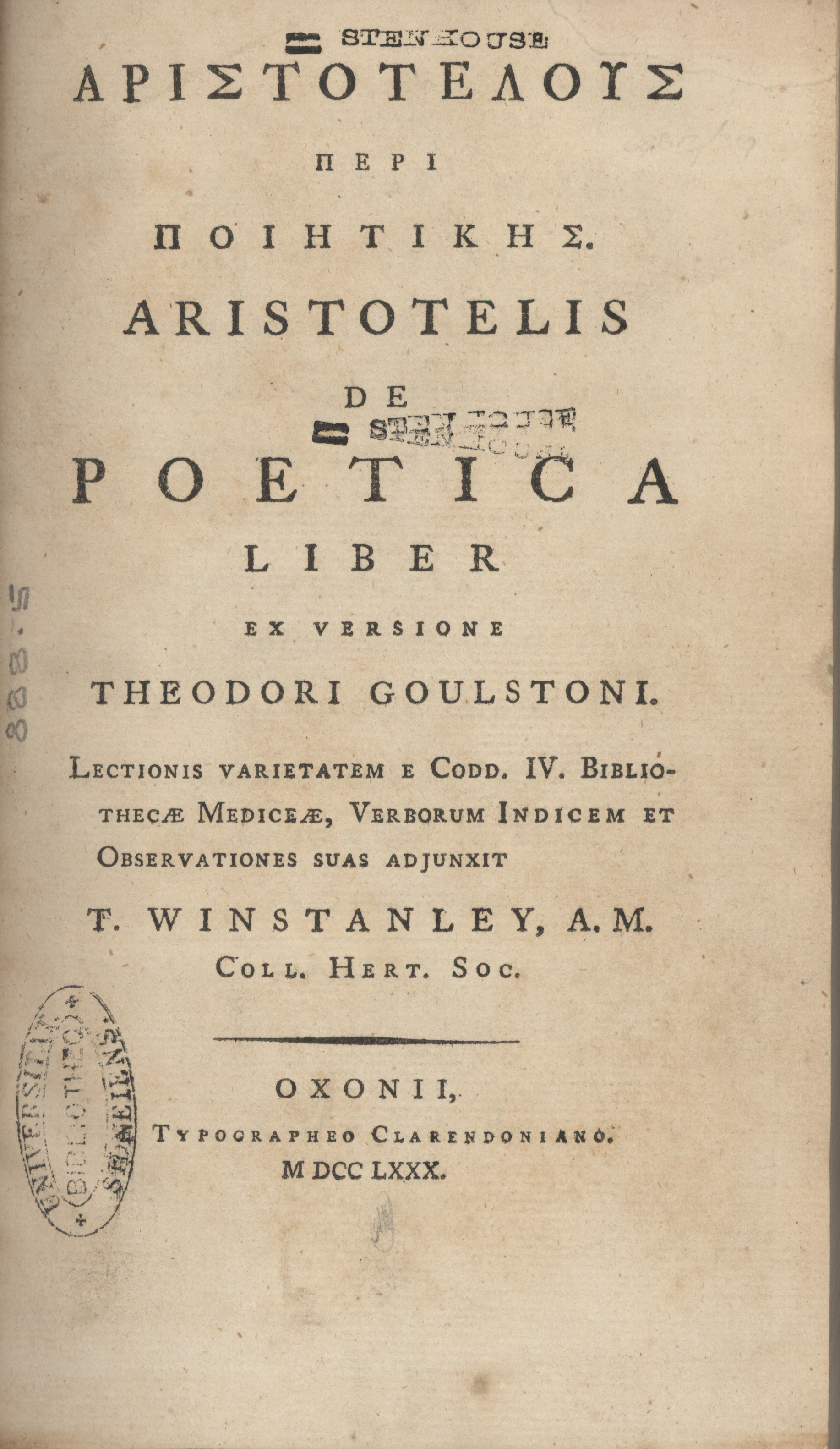
De Poetica, edición inglesa de 1780.

Después de haber distinguido las partes, ahora vamos a considerar la construcción adecuada de la fábula o argumento, en cuanto ésta es sin duda lo primero y lo más importante en la tragedia. Hemos establecido que una tragedia es una imitación de una acción que es completa en sí misma, como un todo de cierta magnitud; pues un todo puede carecer de magnitud para hablar de él. Ahora bien, un todo es aquello que posee principio, medio y fin. Un principio es aquello que necesariamente no adviene después de algo más, si bien algo más existe o acontece después de esto. El fin, por el contrario, es lo que naturalmente se deduce de algo más, ya como una consecuencia necesaria o usual, y no es seguido por nada más. Una trama bien construida, por consiguiente, no puede ora empezar o terminar en el punto que se desee; el comienzo y el fin en esto deben ser de las formas justamente descritas. … La unidad de la fábula no consiste, según algunos suponen, en tener un hombre como un héroe, pues la vida de un mismo hombre comprende un gran número, una infinidad de acontecimientos que no forman una unidad, y de igual modo existen muchas acciones de un individuo que no pueden reunirse para formar una acción. ... Homero, sin duda, entendió este aspecto muy bien, ya por arte o por instinto, justamente debido a que excedió al resto en todos los detalles. Al escribir la Odisea no permitió que el poema registrara todo lo que por cierto le aconteció al héroe; por ejemplo, le sucedió ser herido en el Parnaso y también fingirse loco en la época del llamado a las armas, pero ambos incidentes no tenían ninguna conexión necesaria o probable entre sí. En lugar de ello, tomó como tema de la Odisea, como también de la Ilíada, una acción con la unidad del tipo que hemos descrito. La verdad es que así como en las otras artes imitativas una imitación es siempre de una cosa, de igual modo en la poesía la fábula, como imitación de la acción, debe representar una acción, un todo completo, con sus diversos incidentes tan íntimamente relacionados que la transposición o eliminación de cualquiera de ellos distorsiona o disloca el conjunto. Por tal causa aquello que por su presencia o ausencia no provoca ninguna diferencia perceptible no constituye ninguna parte real del todo.
Su única referencia al tiempo en el mundo de la ficción la hace al distinguir la épica de la tragedia:
La epopeya coincide, pues, con la tragedia en este contexto, la de ser una imitación de temas serios en un verso de gran vuelo. Difiere de ella, no obstante, 1) en que se expresa en una clase dio verso y en forma narrativa; y 2) por su extensión que se debe a su acción la cual no tiene límite fijo en el tiempo, mientras que la tragedia se empeña en mantenerse en cuanto es posible dentro de un ciclo solar, o cerca de esta medida.
A pesar de su actitud prescriptiva, Aristóteles sólo enuncia la duración típica de la acción en la tragedia, lo que no implica ningún imperativo. De hecho, muchos dramaturgos griegos de su época, la posterior a la edad de oro de los grandes trágicos, escribían teatro que no seguía estas convenciones.
Aristóteles no menciona en absoluto la unidad de lugar, que es una adición neoclásica. De hecho la única unidad prescriptiva para Aristóteles es la de acción, pero la interpretación prevalente de la Poética durante la Edad Media se inclinaba hacia interpretar el tiempo como otra "unidad".

## Literatura de la Edad Moderna
La crítica literaria italiana del siglo XVI, desde Lodovico Castelvetro (La poetica di Aristotele vulgarizzata, 1570), así como luego la crítica francesa del XVII, sentaron las bases del Neoclasicismo del siglo XVIII, que expandió las unidades aristotélicas. El resultado fue un conjunto de reglas o prescripciones mucho más rígidas que las planteadas por Aristóteles, con las que se pretendía dar un marco en el que toda obra teatral debiera estructurarse.
El teatro clásico francés del siglo XVII (Molière y Racine) era altamente regular, mientras que el teatro clásico inglés (de época isabelina y jacobina), al igual que el teatro clásico español (de la Edad de Oro), prescindían de tales rigideces. Lope de Vega, en su Arte nuevo de hacer comedias (1609) describe su trabajo teatral como una subversión de las reglas clásicas en beneficio de la popularidad:

Y, cuando he de escribir una comedia / encierro los preceptos con seis llaves; / saco a Terencio y Plauto de mi estudio / para que no me den voces (que suele / dar gritos la verdad en libros mudos), / y escribo por el arte que inventaron / los que el vulgar aplauso pretendieron, / porque, como las paga el vulgo, es justo / hablarle en necio para darle gusto. / [...] Lo trágico y lo cómico mezclado, / y Terencio con Séneca, aunque sea / como otro Minotauro de Pasife, / harán grave una parte, otra ridícula, / que aquesta variedad deleita mucho: / buen ejemplo nos da naturaleza, / que por tal variedad tiene belleza. [...] / no hay que advertir que pase en el período / de un sol, aunque es consejo de Aristóteles, / porque ya le perdimos el respeto / [...] que la cólera / de un español sentado no se templa / si no le representan en dos horas / hasta el Final Juïcio desde el Génesis (Lope de Vega, Arte nuevo de hacer comedias en este tiempo, 1609, ed. de Juan Manuel Rozas, CVC, 2002).

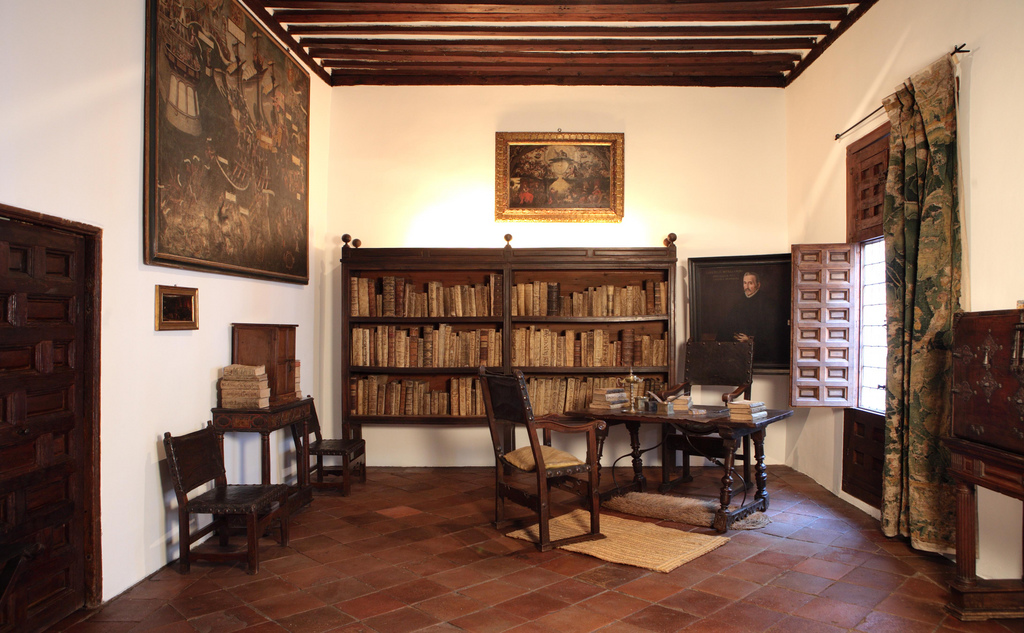
El estudio de la Casa-Museo de Lope de Vega en Madrid.

No obstante, a finales del XVII los dramaturgos ingleses (bajo la influencia de la crítica francesa con la que entraron en contacto durante la estancia en Francia de algunos de ellos, exiliados a causa de los conflictos del interregno) comenzaron a aplicar las reglas en sus obras. Así, John Dryden (Essay of Dramatick Poesie, 1668) compara al "irregular" Shakespeare (solo dos de cuyas obras se conforman con las unidades -The Comedy of Errors y The Tempest-) con el "regular" Ben Jonson. En este pasaje, en el que critica las obras históricas de Shakespeare, hace uso de la unidad de tiempo:
... if you consider the Historical Playes of Shakespeare, they are rather so many Chronicles of Kings, or the business many times of thirty or forty years, crampt into a representation of two hours and a half, which is not to imitate or paint Nature, but rather to draw her in miniature, to take her in little; to look upon her through the wrong end of a Perspective, and receive her Images not onely much less, but infinitely more imperfect then the life: this instead of making a Play delightful, renders it ridiculous.
A pesar de ello, finalmente Dryden declara a Shakespeare "incomparable" precisamente a causa de su negligencia intencionada de las convenciones:
... in most of the irregular Playes of Shakespeare or Fletcher (for Ben Johnson's are for the most part regular) there is a more masculine fancy and greater spirit in all the writing, then there is in any of the French.

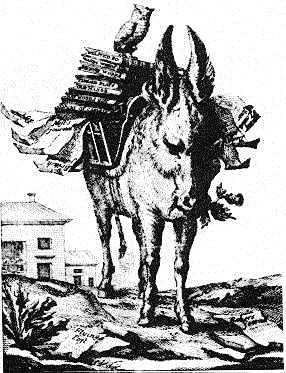
Ilustración de Dunciad de Pope (un burro cargando con libros, sobre los que se posa una lechuza).

Alexander Pope criticó la violación de las unidades en su Dunciad. En la versión de 1728 de ese poema, la diosa Dulness dice: "Time himself stands still at her command,/ Realms shift their place, and Ocean turns to land". Además, nota una violación de la unidad de acción en la mezcla de géneros (tragedia y comedia).
También Samuel Johnson somete el genio shakespiriano al criterio de las unidades en sus Prefaces to Shakespeare (1765). No obstante, Johnson está bien advertido de que Aristóteles sólo recomendaba la unidad de acción, y sabía que son las reglas las que han de servir al teatro, y no el teatro a las reglas:
Whether Shakespeare knew the unities, and rejected them by design, or deviated from them by happy ignorance, it is, I think, impossible to decide, and useless to inquire. We may reasonably suppose, that, when he rose to notice, he did not want the counsels and admonitions of scholars and critics, and that he at last deliberately persisted in a practice, which he might have begun by chance. As nothing is essential to the fable, but unity of action, and as the unities of time and place arise evidently from false assumptions, and, by circumscribing the extent of the drama, lessen its variety, I cannot think it much to be lamented, that they were not known by him, or not observed: Nor, if such another poet could arise, should I very vehemently reproach him, that his first act passed at Venice, and his next in Cyprus. Such violations of rules merely positive, become the comprehensive genius of Shakespeare…
Las unidades clásicas mantuvieron su influencia en la crítica teatral hasta la irrupción del teatro romántico, con el sonoro escándalo de la "batalla de Hernani" (el estreno del Hernani de Victor Hugo en 1830).

## Cine
Aunque la narrativa cinematográfica ha desarrollado sus convenciones de forma completamente diferente a las del teatro, algunas notables películas siguen las restricciones de las unidades aristotélicas. De entre ellas, algunas se circunscriben a un entorno cerrado en el que se desarrolla toda la acción. En casos extremos, el recurso técnico denominado "plano secuencia" ha sido utilizado para el planteamiento de una película completa.
- Ladri di biciclette ("Ladrón de bicicletas", de Vittorio de Sica, 1948)
- Rope ("La Soga", de Hitchcock, 1948)
- High Noon ("Solo ante el peligro", de Zinnemann, 1952)
- Doce hombres sin piedad (1957 —basada en una obra televisiva—)
- Såsom i en spegel ("Detrás de un vidrio oscuro", de Bergman, 1961)
- Nóż w wodzie ("El cuchillo en el agua", de Polanski, 1962)
- Stalker ("La Zona", de Tarkovski, 1979)
- My Dinner with Andre ("Mi cena con André", de Louis Malle, 1981)
- The Breakfast Club (1985)
- Clue (1985)
- Die Hard ("Jungla de cristal", 1988)
- Do the Right Thing ("Haz lo que debas", de Spike Lee, 1989)
- The Chinese Restaurant (1991 —episodio de Seinfeld—)
- Reservoir Dogs (de Tarantino, 1992)
- Le Dîner de Cons ("La cena de los idiotas", 1998 —basada en una obra teatral—)
- Deterrence (1999)[11]
- Phone Booth (2002)
- Collateral (2004)
- Carnage (película) (2006, —basada en Le dieu du carnage, obra teatral—)
- The Man from Earth (2007)
- Buried (2010)
- Compliance (2012)[12]
- Dredd (2012)